# Колонизация на Меркурий
Меркурий се предлага като една основна цел на космическата колонизация на вътрешната Слънчева система, заедно с Марс, Венера, Луната и астероидния пояс. Постоянните колонии ще бъдат почти изцяло ограничени в полярните области, заради екстремните дневни температури навсякъде другаде по планетата. Въпреки това ще могат да се осъществяват екскурзии до други части на планетата.

## Предимства

### Прилики с Луната
Подобно на Земната Луна, Меркурий няма добре изразена атмосфера. Близо е до Слънцето, като прави бавни завъртаня около него с малък наклон на оста. Заради приликите си колонизацията на Меркурий може да се изпълни със същите технологии, подходи и екипировка както при бъдещата колонизация на Луната.

### Лед в полярните кратери
Поради факта, че планетата е най-близката до Слънцето температурата на повърхността ѝ може да достигне до 700 K (427 °C, 800 °F) – топлина, достатъчна да разтопи олово. Температурата на полярните участъци обаче е много по-ниска и може да има дори залежи на лед в постоянно покритите кратери.
Освен това полярните области не са под влиянието на температурните колебания през денонощието, както останалата част от планетата.

### Слънчева енергия
Тъй като планетата е най-близо до Слънцето, има широк достъп до слънчевата енергия. Нейната Слънчева константа е 9.13 kW/m², или 6,5 пъти по-голяма от тази на Земята или Луната. Наклонът на оста на въртене, отнесен към орбитата ѝ е много малък – около 0.01 градуса., поради което е възможно наличието на т.нар. върхове на светлината, подобни на тези на Луната. Това са високи точки, разположени на полюсите на планетата, които постоянно се облъчват от Слънцето. А дори и да не съществуват, те могат да бъдат построени изкуствено.
През 1986 двама учени (Пилигрино и Паулъл) предлагат покриването на повърхността със слънчеви енергийни ферми за използване на слънчевата енергия като двигатели за межузвездно пътуване.

### Ценни ресурси
Има предположения, че почвата на Меркурий съдържа големи количества хелий 3, който може да се използва, като източник за ядрен синтез на енергия на Земята и да бъде двигател на бъдещата икономика на Слънчевата система.
Смята се, че обвивката на планетата е богата на желязо и на магнезиеви силикати с високо съдържание на ценни минерали, силно концентрирани в руди.

### Значителна гравитация
Меркурий е по-голям от Луната с диаметър 4879 км срещу 3476 км на Луната и има по-плътно ядро заради наличието на голямо количество желязо. Като резултат гравитацията на Меркурий е 0.377 g, два пъти по-голямо от това на Луната (0.1654 g) и равно на това на Марс. Откакто се появиха доказателства за наличието на здравословни проблеми при излагане на човек на ниска гравитация, Меркурий става по-привлекателна дестинация за колонизиране дори и от Луната.

## Пречки
Липсата на реална атмосфера, близостта до Слънцето и дългите слънчеви дни (176 земни дни) водят до значителни предизвикателства към бъдещото колонизиране на планетата. Постоянната колония почти със сигурност ще бъде ограничена само в полярните райони, но могат да се предприемат екскурзии към екватора през дългата нощ.
Има проблеми и със самото достигане до планетата. Първият апарат, достигнал Меркурий е Маринър 10, който използва гравитацията на Венера, за да се нагоди към орбитата на планетата. Вторият е МЕСИНДЖЪР, който използва подобни методи за да достигне до планетата през 2008 г.